# Vaclovas Šalkauskas
Vaclovas Šalkauskas (* 19. November 1965 in Alytus) ist ein litauischer Verwaltungsjurist und Diplomat.

## Leben
Nach dem Abitur 1983 an der 7. Mittelschule Alytus absolvierte er 2007 das Diplomstudium der Rechtswissenschaften an der Vilniaus universitetas, von 1983 bis 1984 studierte an der Fakultät Elektrotechnik der Kauno technologijos universitetas, von 1986 bis 1991 an der Handelsfakultät der VU. Seit 1991 arbeitet er im Außenministerium Litauens. Von 1993 bis 1997 war er erster Sekretär der Botschaft in Belarus, von 2001 bis 2005 Berater in Israel. 2009 wurde er Botschafter in Argentinien.